# 늑대사냥
"늑대사냥"(영어: Project Wolf Hunting)은 2022년 개봉한 대한민국의 범죄 액션 영화이다. 김홍선이 감독과 각본을 맡았다. 2022 토론토 영화제에서 전 세계 최초로 공개된다.

## 줄거리
동남아시아로 도피한 인터폴 수배자들을 이송할 움직이는 교도소 ‘프론티어 타이탄’. 극악무도한 이들과 베테랑 형사들이 필리핀 마닐라 항구에 모이고 탈출을 꿈꾸는 종두(서인국), 한국으로 돌아가야만 하는 도일(장동윤)을 비롯해 이들은 각자의 목적과 경계심을 품고 탑승한다. 한국으로 향하던 중, 태평양 한 가운데에서 이들에게는 지금까지 보지 못한 극한의 상황과 마주하게 되는데… 태평양 한 가운데의 지옥, 누가 살아남을 것인가?

## 등장인물
(†) 표시는 영화 상에서 최종적으로 사망한 인물이다.

### 주요 인물
| 연기자 | 배역 + 원어명 | 배역 + 원어명  | 배역 설명                                                         | 직업              | 무기                       |
| ------ | ------------- | -------------- | ----------------------------------------------------------------- | ----------------- | -------------------------- |
| 서인국 | 박종두(†)     | Park Jong-doo  | 일급살인 수배자 (본 작품의 페이크 주인공이자 前 중간 보스)        | ?                 | 나이프, 권총, 기관총       |
| 장동윤 | 이도일        | Lee Do-il      | 한국으로 가야 하는 범죄자 (본 작품의 진 주인공이자 사이다 캐릭터) | 조직폭력배 (과거) | 맨몸, 나이프, 기관총       |
| 최귀화 | 알파(†)       | Alpha          | 살인 병기 (본 작품의 메인 빌런이자 페이크 최종 보스)              | ?                 | 맨몸, 나이프, 권총, 기관총 |
| 성동일 | 오대웅        | Oh Dae-woong   | 중앙해양특수구조단 팀장 (본 작품의 진 최종 보스)                  | 해양경찰          | 맨몸, 권총, 나이프         |
| 박호산 | 이석우(†)     | Lee Seok-woo   | 한국 경찰서장, 호송 현장 책임자 (본 작품의 서브 주인공)           | 형사              | 맨몸, 권총                 |
| 정소민 | 이다연(†)     | Lee Da-yeon    | 호송 담당 형사 (본 작품의 서브 여주인공)                          | 형사              | 권총                       |
| 고창석 | 고건배(†)     | Go Kun-bae     | 종두의 오른팔                                                     | ?                 |                            |
| 장영남 | 최명주(†)     | Choi Myung-joo | 해외 도피 수배자                                                  | ?                 |                            |
| 손종학 | 손수철(†)     | Son Soo-cheol  | 30년 장기수                                                       | ?                 |                            |
| 이성욱 | 이경호(†)     | Lee Kyung-ho   | 응급팀 의사                                                       | 의사              | 권총                       |
| 홍지윤 | 송은지(†)     | Song Eun-ji    | 응급팀 간호사                                                     | 간호사            |                            |

### 경찰 측 인물
- 권오율 : 이웅재 역(†)[8] - 형사
- 김문학 : 김진석 역(†)[9] - 형사
- 김찬형 : 박재우 역(†)[10] - 형사
- 정수교 : 남현수 역(†) - 형사
- 김기창 : 오장훈 역(†)[11] - 형사
- 엄준기 : 홍진성 역(†)[12] - 형사
- 박봉준 : 김원호 역(†)[13] - 형사
- 안지혜 : 조수진 역(†)[14] - 여형사

### 범죄자 측 인물
- 강정우 : 최영달 역(†)[15] - 종두와 붙어다니는 범죄자
- 김대한 : 장인구 역(†)[16] - 수염이 덥수룩하고 단발머리의 덩치 큰 범죄자
- 김진만 : 오덕수 역(†)[17] - 긴 머리를 묶은 범죄자
- 조성구 : 구병태 역(†)[18] - 단발머리의 안경 쓴 범죄자
- 윤기창 : 박상만 역(†)[19] - 덩치 큰 범죄자
- 김철윤 : 이태원 역(†)[20] - 수염이 자라고 단발머리의 범죄자
- 송지혁 : 조두삼 역(†)[21] - 노랑머리의 범죄자
- 손현준 : 김구남 역(†)[22] - 단발머리의 범죄자
- 양승호 : 신동범 역(†)[23] - 빡빡머리를 민 범죄자
- 전우재 : 장필우 역(†)[24] - 노란색 옷을 입은 범죄자
- 김성령 : 윤혜라 역(†)[25] - 여범죄자
- 정원영 : 박무배 역(†)[26] - 박종두의 조직원.
- 장재호 : 조명수 역(†)[27] - 박종두의 조직원.
- 김민철 : 최석진 역(†)[28] - 경찰의 배식을 도와주며 경찰에 협조하는 배의 선원 → 박종두의 조직원.
- 정문성 : 김규태 역(†)[29] - 경찰의 배식을 도와주며 경찰에 협조하는 배의 선원 → 박종두의 조직원.
- 김현 : 정동필 역(†)[30] - 국내로 호송중인 국제 범죄자.

### 그 외
- 김원중 : 2기사 역
- 백승익 : 양돈축사 시체처리 반장 역(†)[31]
- 김대근 : 양돈축사 건달 1 역
- 우민지 : 이도일 아내 역(†)[32]

### 특별출연
- 신승환 : 사마귀 역(†)[33]
- 정성일 : 정필성 역 (†)[34] - 형사
- 권수현 : 진강우 역(†)[35] - 박종두의 조직원
- 임주환 : 표이사 역
- 김강훈 : 이도일 아들 역 (아기 역: 권율)
- 이홍내 : 피어싱 역(†)[36] - 지하실에서 알파를 지키고 있던 남자들 중 피어싱을 한 남성.

## 참고 사항
- 서인국과 성동일은 드라마 《응답하라 1997》 이후 약 10년 만에 재회한다.
- 서인국, 정소민과 권수현은 드라마 《하늘에서 내리는 일억 개의 별》 이후 약 4년 만에 재회한다.
- 서인국과 권수현은 드라마 《어비스》 이후로 4개월만에 재회한다.
- 서인국, 권수현과 백승익은 드라마 《미남당》 이후로 4개월만에 재회한다.
- 최귀화와 고창석은 영화 《택시운전사》 이후로 6개월만에 재회한다.
- 최귀화와 장영남은 드라마 《너를 노린다》 이후 약 8년 만에 재회한다.
- 최귀화, 김찬형, 백승익과 김대근은 영화 《범죄도시 2》이후 약 1달 만에 재회한다.
- 최귀화와 김진만은 영화 《부기나이트》 이후로 1달 만에 재회한다.
- 최귀화, 신승환, 임주환은 MBC 월화드라마 《빛나거나 미치거나》 이후로 8년 만에 재회한다.
- 성동일과 장영남은 김홍선 감독의 연출 작인 영화 《변신》에 이어 위 작품에도 출연한다.
- 장영남은 영화 《변신》에서 배역 이름과 같다.
- 이성욱과 강정우는 드라마 《여우각시별》 이후 약 4년 만에 재회한다.
- 이성욱과 이홍내는 영화 《유체이탈자》 이후 약 1년 만에 재회한다.
- 안지혜와 김대한은 영화 《불어라 검풍아》 이후 약 2년 만에 재회한다.
- 장재호는 MBC 아침드라마 《좋은 사람》에 이어 9개월, TV소설 드라마 《파도야 파도야》에 이어 7개월만에 복귀하는 작품이다.
- 장재호와 임주환은 드라마 《나를 사랑한 스파이》 이후로 3개월만에 재회한다.
- 이홍내와 강정우는 영화 《메이드 인 루프탑》, OCN 토일드라마 《경이로운 소문》 이후로 3개월만에 재회한다.
- 김원중과 김대근은 영화 《히트맨》 이후 약 3년 만에 재회한다.
- 김원중은 드라마 《두 번째 남편》 이후 약 1년 만에 재회한다.
- 김대근은 드라마 《비밀과 거짓말》 이후 약 5년 만에 재회한다.